# Grutas de Mira de Aire
As Grutas de Mira de Aire são um conjunto de grutas calcárias localizadas em Mira de Aire, no município de Porto de Mós, no distrito de Leiria, em Portugal. Uma destas grutas, denominada Gruta dos Moinhos Velhos, é explorada para fins turísticos, estando considerada como Imóvel de Interesse Público. A profundidade máxima das grutas é de 110 metros. É a maior gruta, estendendo-se por 11 quilómetros, embora os apenas as primeiras centenas de metros sejam acessíveis. As Grutas de Mira de Aire foram descobertas a 27 de julho de 1947. Mas só em setembro de 1953, é que se ficou a conhecer a totalidade do percurso das grutas, tal como se encontra hoje. Estão situadas no Maciço Calcário Estremenho, uma área com cerca de 900 quilómetros quadrados com rochas calcárias muito compactas e duras. A ação da água sobre o calcário leva a que no nível subterrâneo se criem os algares.

## Localização
As grutas situam-se na freguesia portuguesa de Mira de Aire em pleno Maciço Calcário Estremenho, nos flancos da Serra D'Aire, ocupando a parte norte do Polje Mira/Minde, sulcadas pela estrada nacional n.º 243 que liga o entroncamento de Torres Novas ao de São Jorge. As coordenadas WGS84 do acesso são N 39º32.423' W 8º42.260'.